# El Tormo
El Tormo es el nombre que recibe una aldea que pertenece al municipio de Cirat, en la comarca del Alto Mijares, de la provincia de Castellón.

## Historia
Hay poca información sobre el origen de esta aldea, aunque se cuenta con numerosos vestigios que se han encontrado en sus alrededores, especialmente en las diversas cuevas que se diseminan a lo largo de la sierra.	
Las tierras de Cirat estaban en manos del rey árabe Zayd Abu Zayd, por lo que parece lógico considerar que entre ellas estaban las pertenecientes a El Tormo, por lo cual su historia coincide en parte con la de Cirat.
La zona del Alto Mijares se había mantenido fiel a Zayd Abu Zayd, quien al convertirse a la fe cristiana, acabó donando sus tierras al obispo de Segorbe. En cambio, esta donación no tuvo consecuencias reales, ya que, al final los dominios de este antiguo monarca musulmán acabaron en poder del arzobispo de Tarragona.
Finalmente las tierras fueron prácticamente abandonadas a lo largo de la década de 1960, al marchar la población a otras zonas más pobladas en busca de mayores oportunidades, por lo que en 2009 la población se calculaba en 76 habitantes.

## Lugares de interés
De sus restos se puede destacar el Castillo del Tormo, declarado Bien de Interés Cultural, pese a los pocos restos que de él se conservan.
También se puede destacar la Iglesia Parroquial de Nuestra Señora de los Desamparados, que está catalogada como Bien de Relevancia Local, según consta en la Dirección General de Patrimonio Artístico de la Generalidad Valenciana.